# Hans-Peter Sinn
Hans-Peter Sinn (* 2. Juni 1944) ist ein ehemaliger deutscher Fußballspieler, der in den 1960er und 1970er Jahren für die SG Dynamo Schwerin spielte. 

## Sportliche Laufbahn
1964/65 bestritt der 20-jährige Stürmer Hans-Peter Sinn seine ersten beiden Punktspiele in der zweitklassigen DDR-Liga für die Volkspolizei-Sportgemeinschaft SG Dynamo im mecklenburgischen Schwerin. Er startete damit eine über 14 Jahre andauernde Karriere, in der er für die SG Dynamo innerhalb von 13 Spielzeiten 279 DDR-Liga-Spiele bestritt und dabei 90 Tore erzielte. In jeder Saison gehörte er zu den Torschützen und wurde viermal Torschützenkönig der Schweriner: 1966/67 mit 9, 1967/68 mit 15, 1972/73 mit 14 und 1973/74 noch einmal mit 9 Toren. 1975 wurde Sinn mit Dynamo Schwerin Staffelsieger in der DDR-Liga und nahm an den Aufstiegsspielen zur DDR-Oberliga teil. Er wurde in allen acht Begegnungen eingesetzt, konnte aber von den acht Toren, die die Dynamos erzielten, nur einen Treffer beisteuern. Unter fünf Mannschaften erreichten die Schweriner nur den vierten Platz und verpassten damit den Aufstieg in die Erstklassigkeit. Von der Saison 1965/66 an war Sinn stets Stammspieler und wurde bis zuletzt im Angriff eingesetzt. Mit 32 Jahren ging er in seine letzte DDR-Liga-Spielzeit, in der er nur eine Partie von 22 Punktspielen verpasste. Verletzungsbedingt musste er anschließend seine Laufbahn als Leistungssportler beenden.